# Siete Maravillas de Córdoba
Las Siete Maravillas de Córdoba, fue un concurso realizado en la provincia de Córdoba, Argentina. La iniciativa nació por parte del diario matutino La Voz del Interior en conjunto con la Agencia Córdoba Turismo. La elección se llevó a cabo entre mayo y septiembre de 2008. Estuvieron divididas en dos rubros: las maravillas naturales y las construidas por el hombre.

## Siete maravillas naturales
Los lugares consagrados fueron dados a conocer el 27 de septiembre de 2008.
| Nombre de la maravilla                      | Ubicación (Departamento)                             | Otros aspectos                                                                                      | Imagen |
| ------------------------------------------- | ---------------------------------------------------- | --------------------------------------------------------------------------------------------------- | ------ |
| Laguna Mar Chiquita y bañados del Río Dulce | San Justo                                            | Es conocida también como Mar de Ansenuza y una pequeña porción la comparte con Santiago del Estero. |        |
| Cerro Champaquí                             | Calamuchita San Javier                               | Es el pico más alto de la provincia con 2790 metros y se ubica en la cadena de las Sierras Grandes. |        |
| Quebrada del Condorito                      | Reserva Hídrica Provincial Pampa de Achala (Punilla) | Tiene categoría de parque nacional.                                                                 |        |
| Reserva natural y cultural Cerro Colorado   | Tulumba Río Seco Sobremonte                          | Conocida también por albergar la histórica casa de Atahualpa Yupanqui.                              |        |
| Cuevas de Ongamira                          | Ischilín                                             | Habitada antiguamente por los Comechingones                                                         |        |
| Cerro Uritorco                              | Punilla                                              | La cumbre más elevada de la cadena de las Sierras Chicas.                                           |        |
| Cueva de los Pajaritos                      | Punilla                                              | Se encuentra cerca de la localidad de Tanti                                                         |        |

## Siete maravillas artificiales
Los lugares consagrados fueron dados a conocer a finales de mayo de 2008.
| Nombre                      | Ubicación (Departamento) | Otros aspectos | Imagen |
| --------------------------- | ------------------------ | --- | ------ |
| Iglesia de los Capuchinos   | Capital                  | Su nombre original es Iglesia del Sagrado Corazón. |        |
| La Cañada                   | Capital                  | Emblemático arroyo de la ciudad. |        |
| Camino de las Altas Cumbres | San Alberto Punilla      | Se puede obtener una gran vista de los valles de Punilla y Traslasierra.                                                                               |        |
| Catedral                    | Capital                  | Llamada realmente Iglesia de Nuestra Señora de la Asunción.                                                                                            |        |
| Manzana Jesuítica           | Capital                  | Declarado Patrimonio de la Humanidad por la Unesco |        |
| Palacio Ferreyra            | Capital                  | Uno de los sitios más emblemáticos de la ciudad. |        |
| Los Túneles                 | Pocho                    | Cinco túneles construidos en 1930, ubicados en un tramo de la vieja RN 20, paralela a la profunda Quebrada de la Mermela, entre Las Palmas y Chancaní. |        |

## Nominados

### Artificiales
- Arco de Córdoba.
- Banco de Córdoba.
- Capilla de Candonga.
- Casco Central de Ischilín.

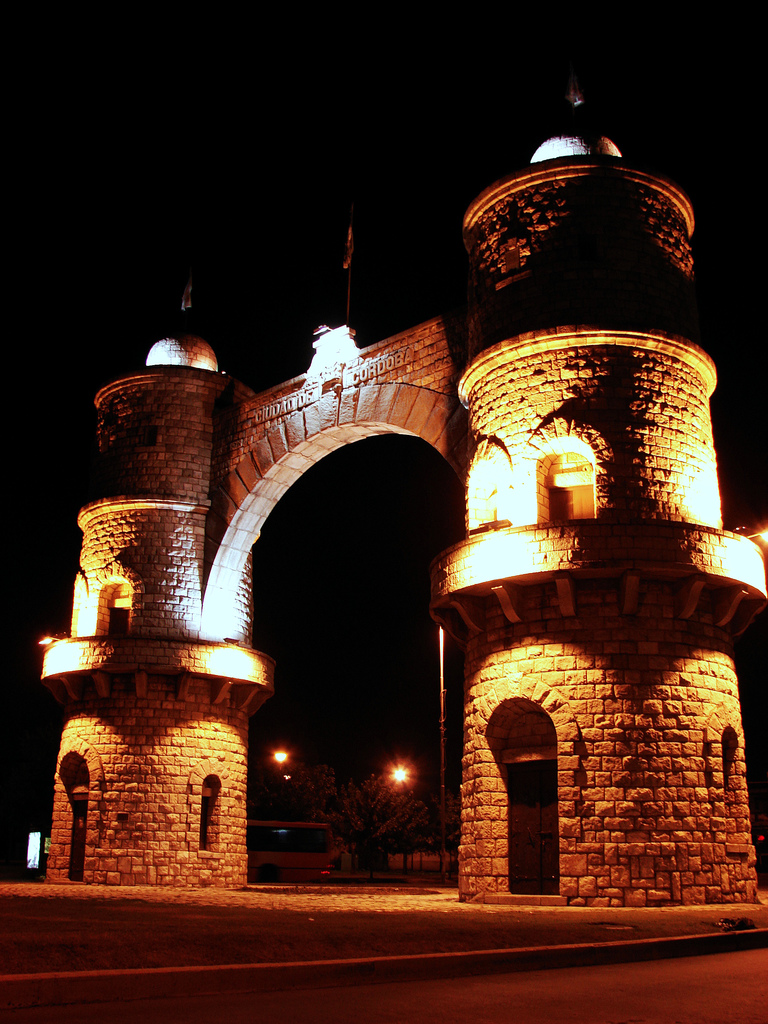
Arco de Córdoba

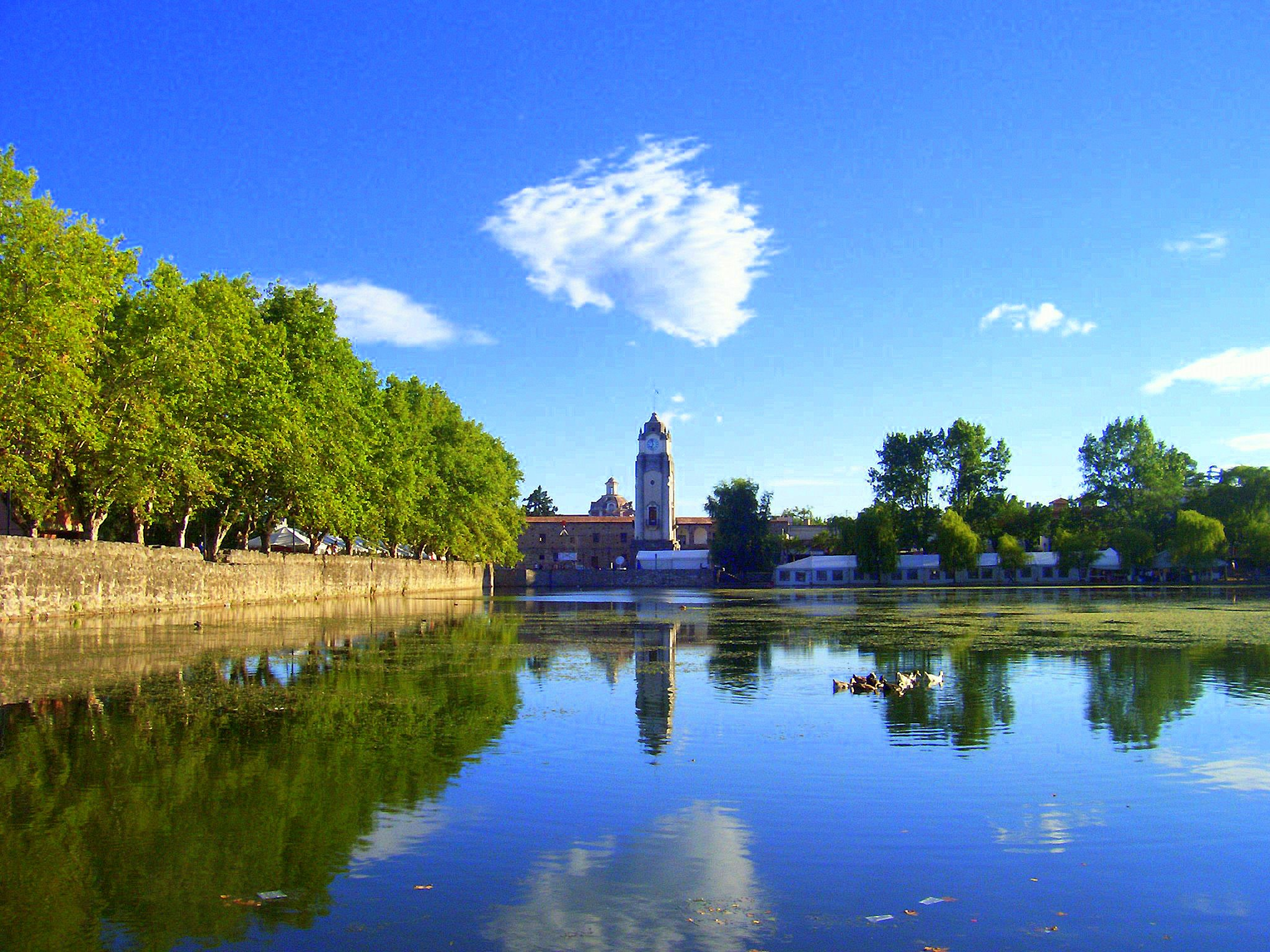
Alta Gracia

- Central Hidroeléctrica Cerro Pelado.
- Cine Victoria (Oncativo).
- Colegio La Salle.
- Dique Cruz del Eje.
- Dique San Roque.
- Estancia Jesuítica de Alta Gracia.
- Estancia Jesuítica Santa Catalina.
- Estancia La Paz.
- Hotel Eden.
- Localidad de La Cumbrecita.
- Monumento a Myriam Stefford.
- Estancia San Ambrosio de Río Cuarto.
- Palace Hotel de Villa María.
- Palacio Tampieri de San Francisco.
- Plaza Colón(Córdoba).
- Puente Carretero de Río Cuarto.
- Teatro del Libertador.
- Tribunales I.[3]

### Naturales
- Cerro Negro.
- Cerro Áspero.
- Salinas Grandes.
- Monte de las Barrancas.

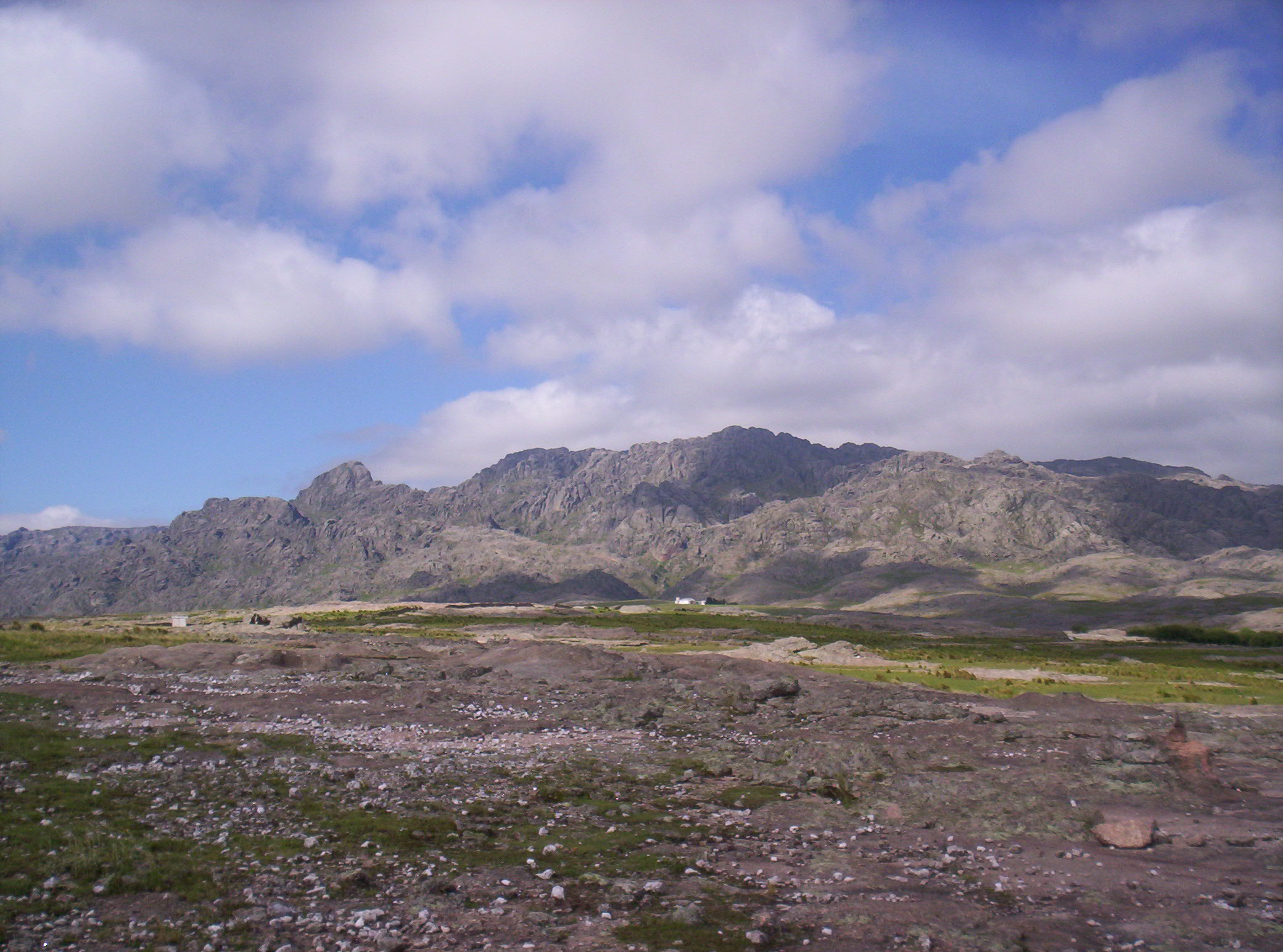
Los Gigantes

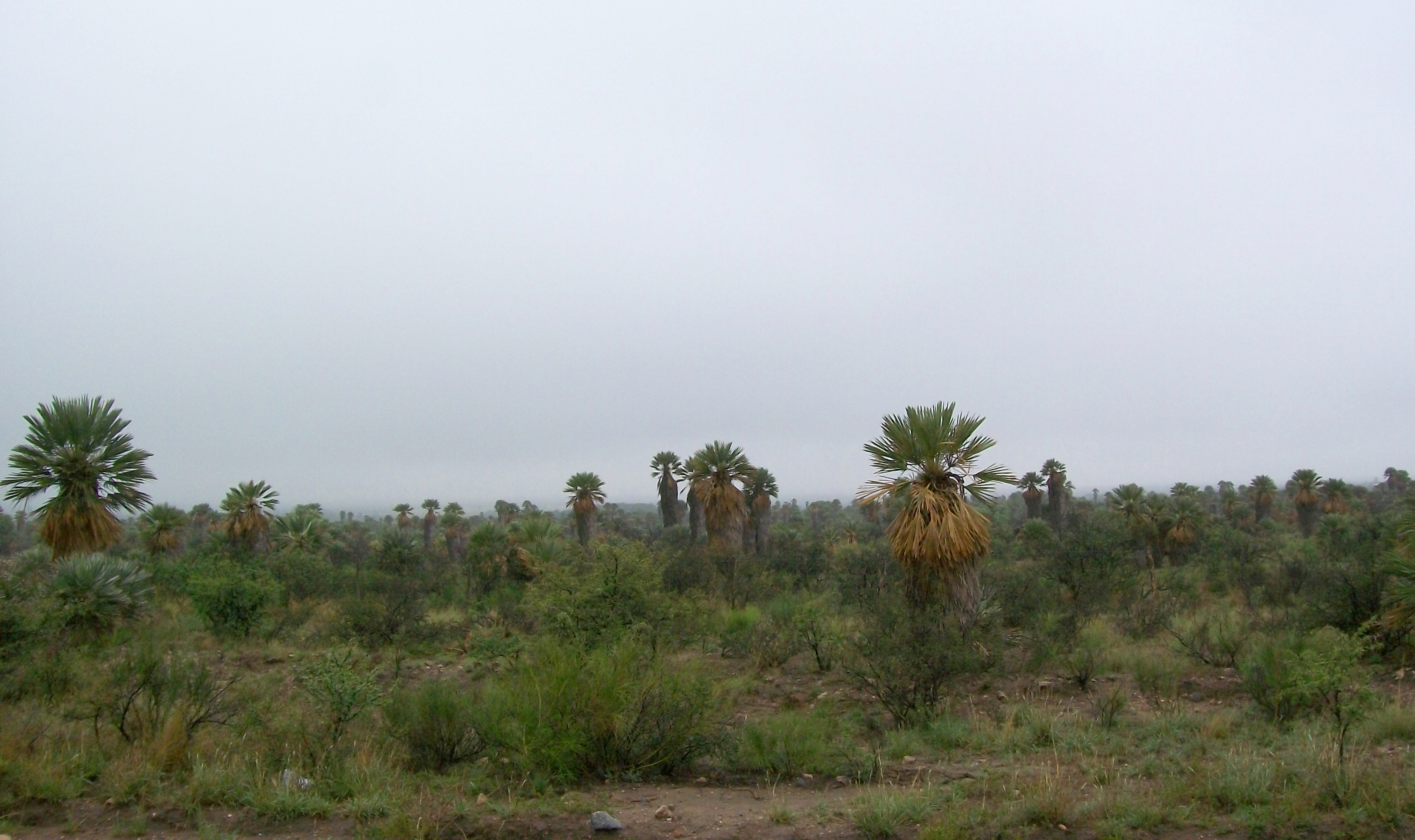
Bosques de palmas caranday

- Bosque de Palma Caranday (Autóctona de la provincia).
- Los Terrones.
- Quebrada del Río Pinto.
- Pampa de Olaen y cascada de Olaen.
- Río Yuspe.
- Quebrada de Bamba.
- Los Gigantes.
- Quebrada de la Mermela y el Singuriente.
- Volcanes de Pocho.
- Los Cajones en Mina Clavero.
- Algarrobo blanco de Altautina (añoso ejemplar de 400 años).
- Quebrada de la Palmita.
- Quebrada del Yatán.
- Río Subterráneo.
- Confluencia de los ríos Talita y Las Moras de Alpa Corral.
- Cráteres de Río Cuarto.
- Laguna La Felipa.
- Parque Francisco Tau (Bell Ville).
- Corredor biogeográfico del Caldén.[4]